# 1909 w nauce

## Urodzili się
- 12 stycznia – Tadeusz Ruebenbauer, polski genetyk, hodowca roślin (zm. 1991)
- 13 kwietnia – Stanisław Marcin Ulam, jeden z najwybitniejszych matematyków amerykańskich pochodzenia polskiego (zm. 1984)
- 22 kwietnia – Rita Levi-Montalcini, uczona amerykańska pochodzenia włoskiego, lekarz neurolog i embriolog, laureatka Nagrody Nobla (zm. 2012)
- 22 września – David Riesman, amerykański socjolog (zm. 2002)
- 20 października – Antoni Kiliński, polski inżynier, cybernetyk (zm. 1989)

## Zmarli
- 12 stycznia – Hermann Minkowski, niemiecki matematyk (ur. 1864)
- 28 maja – Désiré-Magloire Bourneville, francuski neurolog, jako pierwszy opisał stwardnienie guzowate (ur. 1840)
- 11 lipca – Simon Newcomb, kanadyjski astronom, matematyk (ur. 1835)
- 19 października – Cesare Lombroso, włoski psychiatra, antropolog i kryminolog (ur. 1835)
- 31 października – Edward Jan Habich, polski inżynier i matematyk (ur. 1835)
- 16 grudnia – Enrico Hillyer Giglioli, włoski antropolog i przyrodnik (ur. 1845)

## Nauki przyrodnicze i ścisłe

### Chemia
- opublikowanie metody wykrywania cukrów, znanej jako próba Benedicta[1]

### Fizyka
- przeprowadzenie eksperymentu Eötvösa

## Nagrody Nobla
- Fizyka – Guglielmo Marconi, Karl Ferdinand Braun
- Chemia – Wilhelm Ostwald
- Medycyna – Emil Theodor Kocher